# Dirmsteiner Herrgottsacker

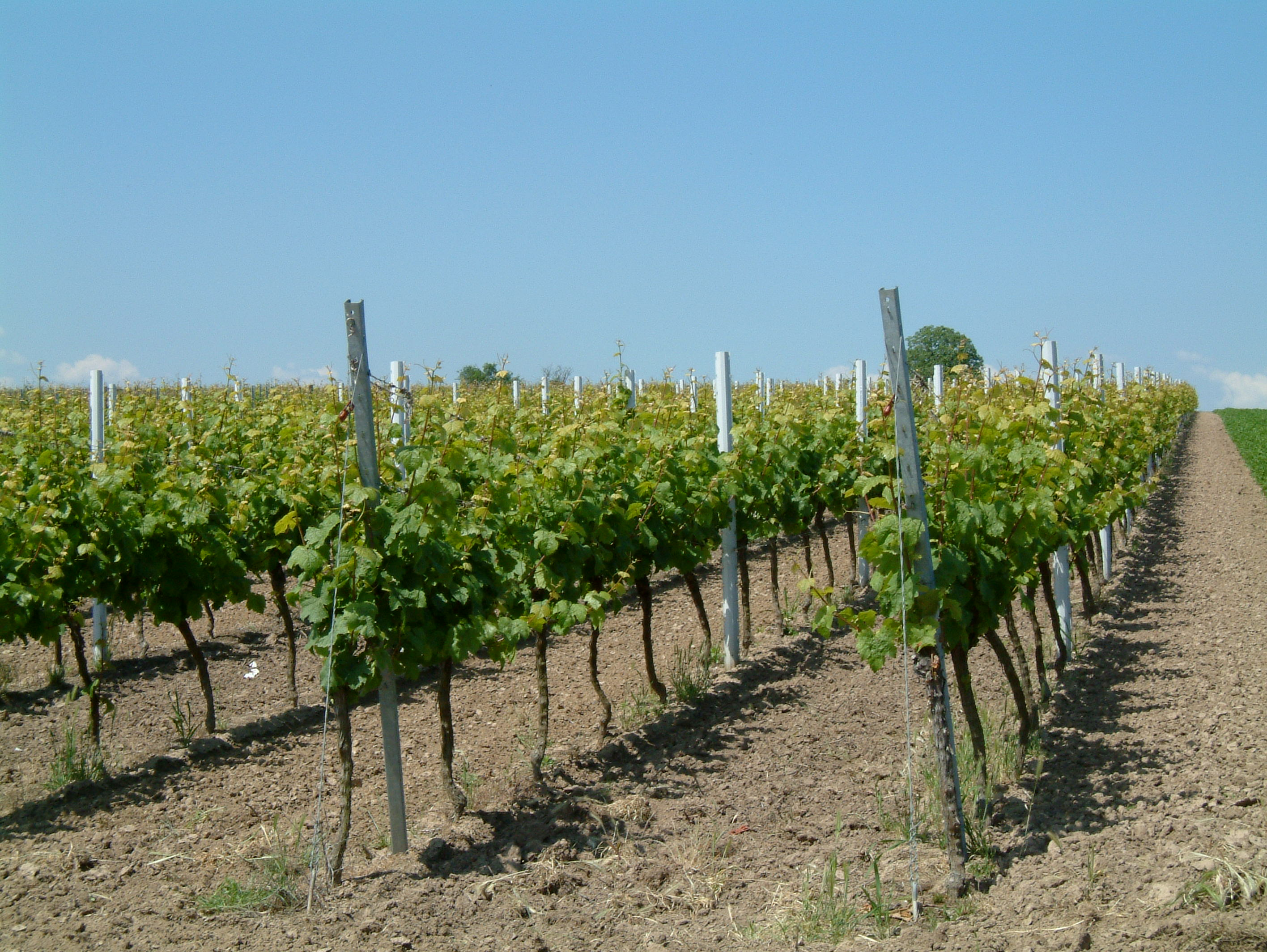
Riesling-Weinberg im nördlichen Herrgottsacker

Der Herrgottsacker ist eine Weinlage von Dirmstein, einer alten pfälzischen Winzergemeinde im Nordosten des Leiningerlands (Rheinland-Pfalz). Nach der Neuordnung der Weinbauflächen im Ort in der zweiten Hälfte des 20. Jahrhunderts stellt er mit 155,2 Hektar die größte Einzellage dar. Angebaut werden sowohl weiße als auch rote Rebsorten, überwiegend Riesling, Grau- und Weißburgunder (weiß) bzw. Dornfelder und Spätburgunder (rot).

## Geographie

### Lage

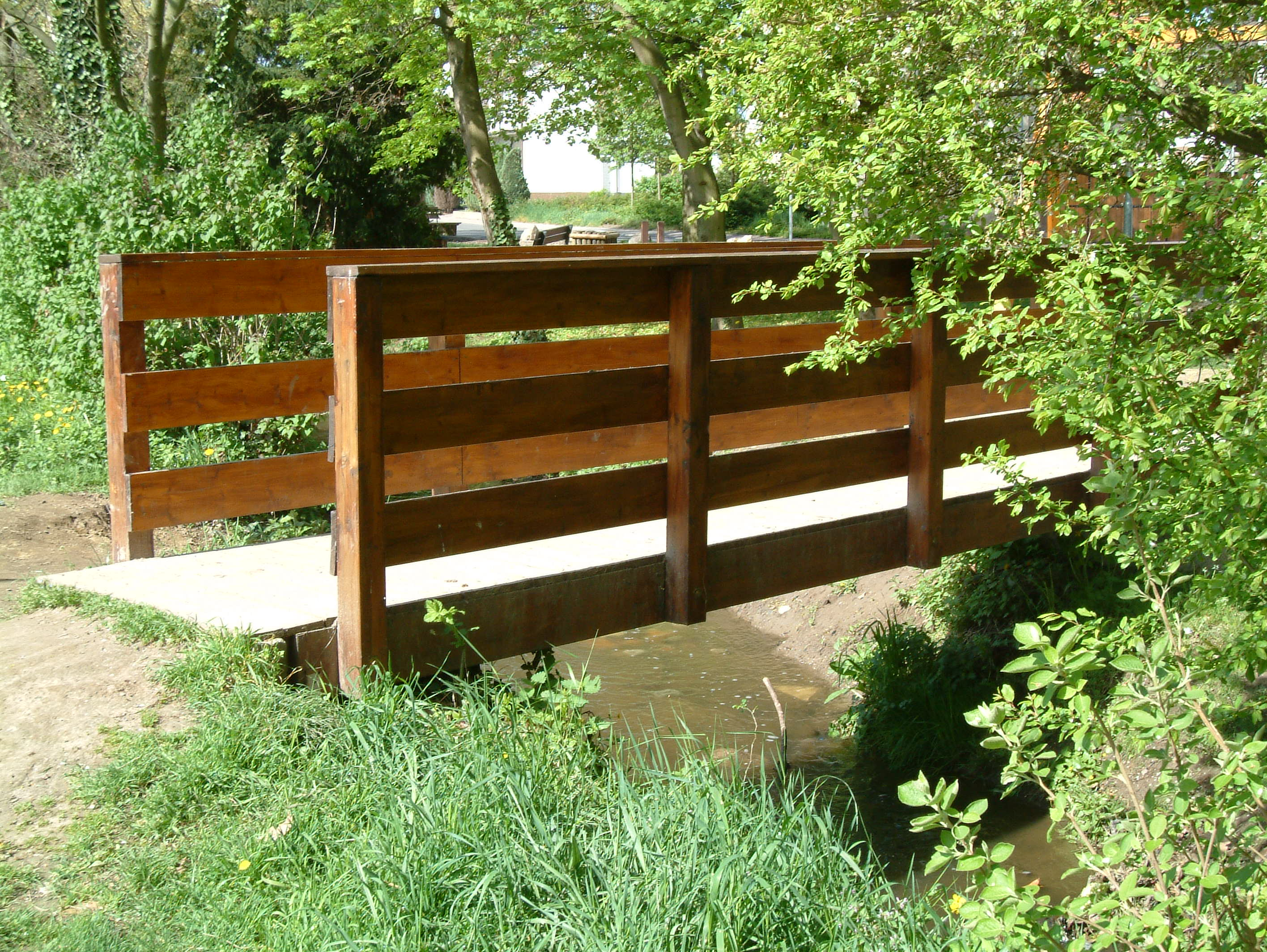
Eckbachbrücke zwischen Wohnbebauung (links) und Weinlage Herrgottsacker (rechts)

Der Herrgottsacker erstreckt sich auf Höhen zwischen 143 und 100 m ü. NHN nördlich, östlich und südlich des historischen Niederdorfs. Seine Nordwestgrenze bildet die Landesstraße 455 (Offstein–Dirmstein), jenseits derer die zweitgrößte Einzellage Dirmsteiner Mandelpfad beginnt. Dann grenzt er (im Uhrzeigersinn) im Norden an die Gemarkungen von Offstein und Worms-Heppenheim, im Osten an diejenige von Heuchelheim und im Süden an diejenige von Gerolsheim. Seine Südwestgrenze führt in einem weiten Ostbogen um die Wohnbebauung von Dirmstein herum und umfasst diese auch von Süden her.
Durch den südwestlichen Bereich des Herrgottsackers fließt von West nach Ost der Eckbach mit seinen parallelen Ableitungen, die der landwirtschaftlichen Bewässerung dienen. Innerhalb der Weinlage beschreibt der Floßbach von Nordwesten her ebenfalls einen Ostbogen um die Wohnbebauung und mündet dann von links in den Eckbach.

### Klima und Boden
Das sonnige und regenarme Klima des Leiningerlands begünstigt auch in Dirmstein die Produktion hochwertiger Gewächse. Der große Nordteil des Herrgottsackers liegt am leicht geneigten und gegen Nordwind geschützten Südhang des Schneckenbergs, eines 143 m hohen Hügels. Der Boden ist trocken und besteht teilweise aus Sand, teilweise aus Löss, in den tiefer gelegenen Bereichen um Eckbach und Floßbach auch aus Ablagerungen von Kalkmergel. Alle Komponenten gewährleisten bei Sonnenschein eine rasche Erwärmung. Mit Ausnahme des kleinen flachen Bereichs in der Eckbachaue im äußersten Süden weist das Gelände einen günstigen Winkel zum Sonnenlauf auf, der die Strahlungsintensität verstärkt, zudem wird die Zeit verlängert, in der die Trauben tagsüber der Sonne ausgesetzt sind und Zucker bilden können. Die Hangneigung bewirkt auch, dass in frostigen Frühjahrsnächten kalte Luftmassen kleinräumig zur Wohnbebauung und zu den beiden Bächen hin abfließen, so dass Erfrierungen an den Rebstöcken meist ausbleiben. Der kleine, flache Südteil der Lage wird ebenso wie der äußerste Ostteil nicht ausschließlich für den Weinbau genutzt; es werden dort auch Marktfrüchte oder Futtermittel angebaut, und einige Areale liegen sogar gänzlich brach.

### Sehenswürdigkeiten
Im Westen des Herrgottsackers liegt neben dem namensgebenden Friedhof mit seiner klassizistischen Kapelle die ursprüngliche Keimzelle der Weinlage, 200 m nördlich davon steht ein etwa 500 Jahre altes Feldkreuz. Im Nordwesten des Herrgottsackers erstreckt sich die Alte Sandkaut mit etwa 200 m Durchmesser, die zwar von einem Gewerbebetrieb zu Sandabbau und Baustoffrecycling genutzt wird, zugleich aber als Biotop für wärmeliebende Lebewesen gilt. Die im Jahr 2009 bei der Renaturierung des unteren Floßbachs geschaffenen drei Regenrückhaltebecken haben sich binnen kurzer Zeit ebenfalls zu Biotopen entwickelt und beherbergen Wasservögel und seltene Insekten.

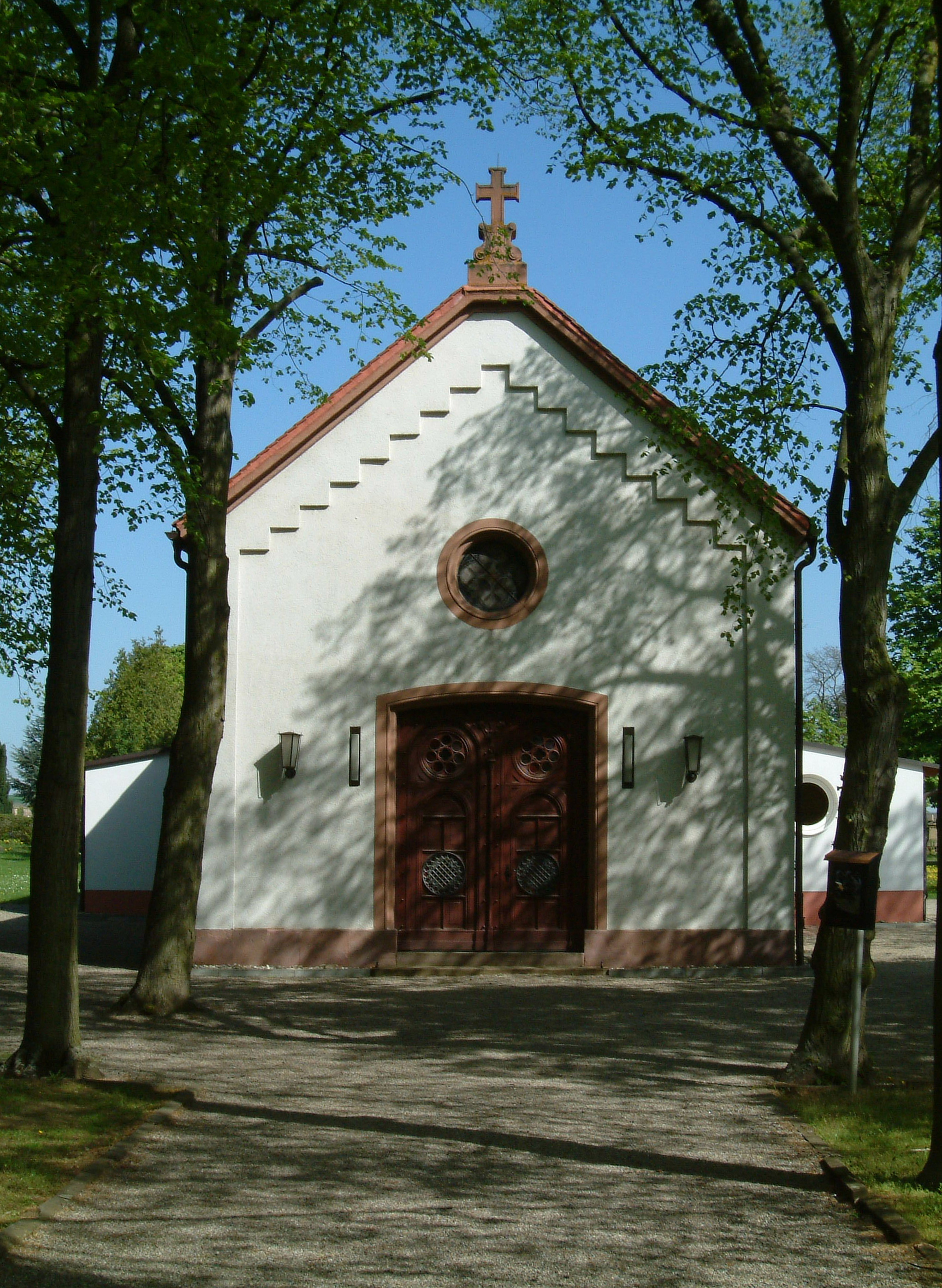
Friedhofskapelle
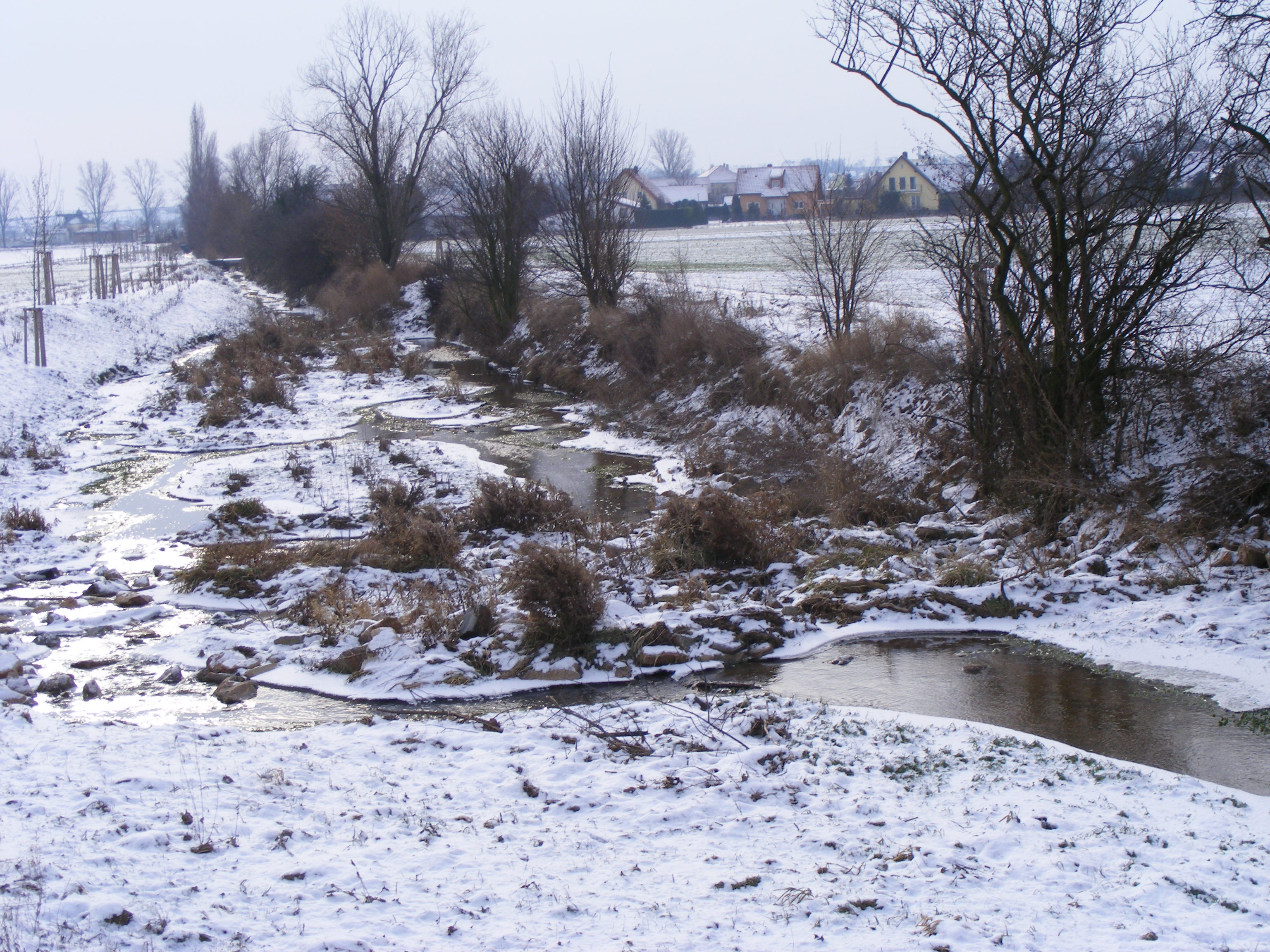
Mittleres Rückhaltebecken des Floßbachs
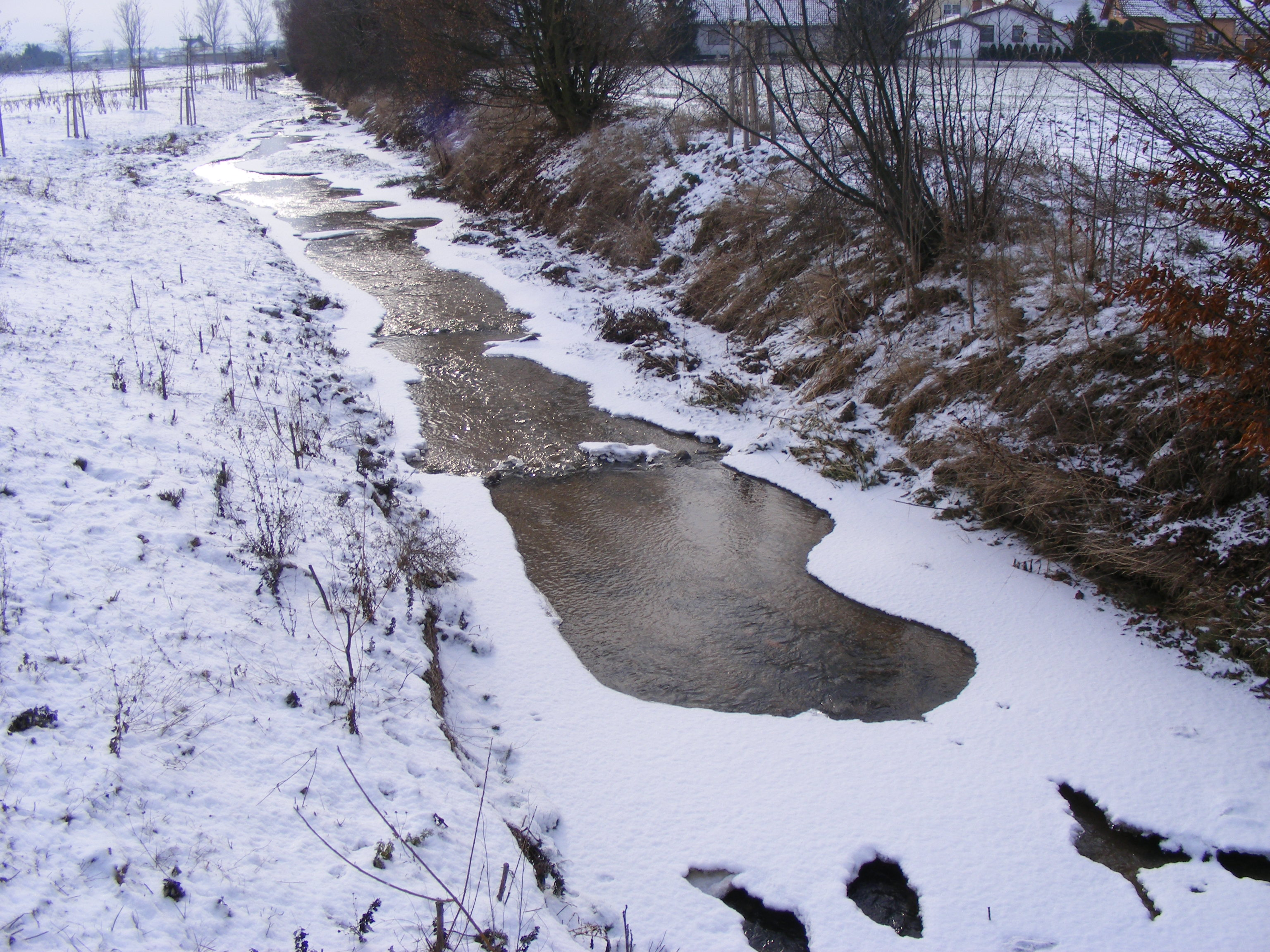
Floßbach oberhalb des unteren Rückhaltebeckens
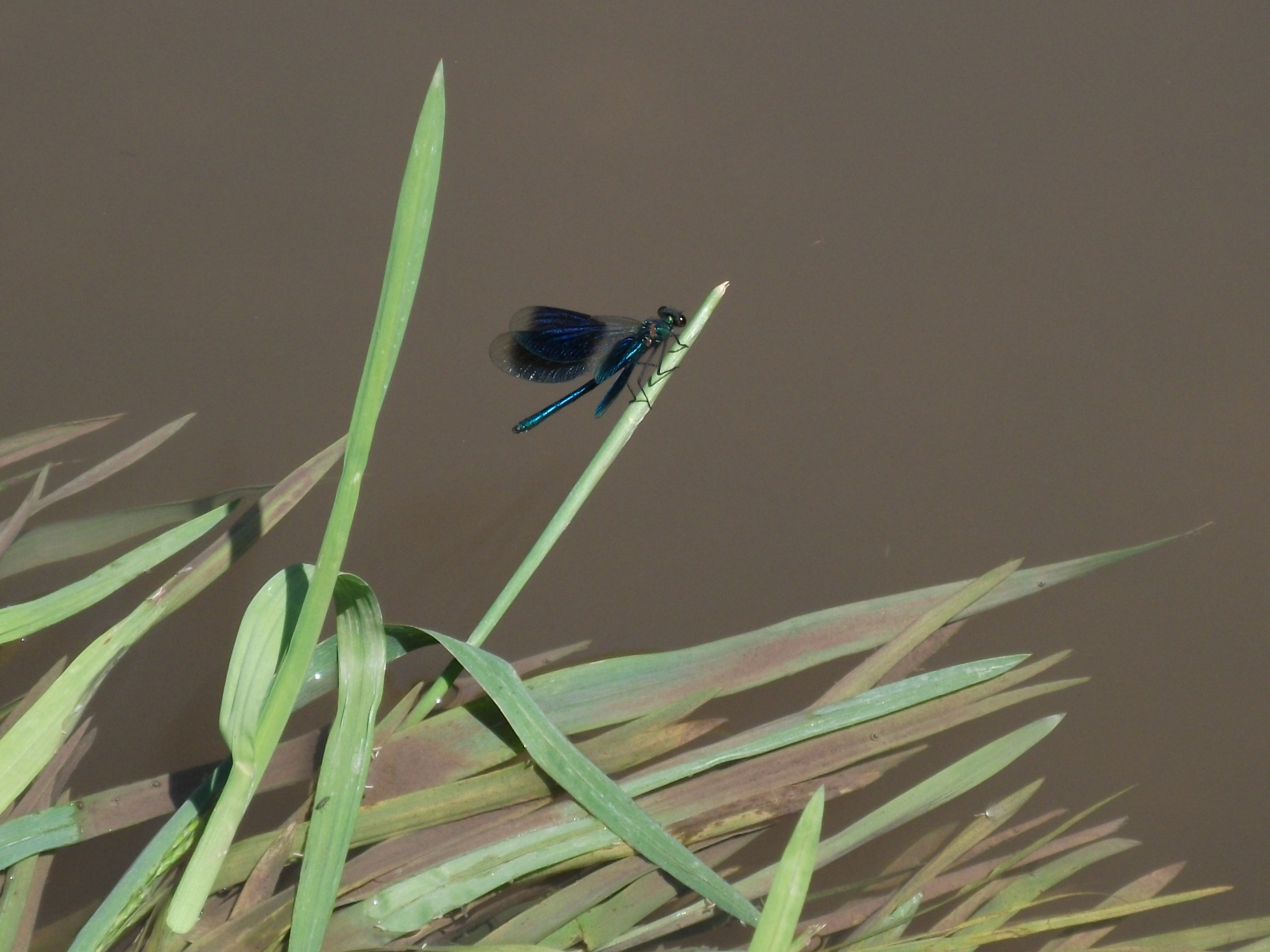
Gebänderte Prachtlibelle am Floßbach

## Geschichte
Schon seit der Römerzeit wird in der Vorderpfalz Wein angebaut. In Dirmstein wurde der Weinbau im Jahre 1141 erstmals urkundlich erwähnt.
Früher gab es in Dirmstein zahlreiche Weinlagen, die meist nur geringe Ausdehnung hatten. Sie wurden bald nach dem Zweiten Weltkrieg zu drei Einzellagen, von West nach Ost Mandelpfad (152,5 Hektar), Jesuitenhofgarten (5,5 Hektar) und Herrgottsacker (155,2 Hektar), zusammengefasst. Alle gehören zur Großlage Schwarzerde.